# Уитни, Хасслер
Ха́сслер Уи́тни (англ. Hassler Whitney; 23 марта 1907 — 10 мая 1989) — американский математик, внёсший фундаментальный вклад в такие области математики, как дифференциальная геометрия и топология, алгебраическая топология и теория катастроф.
Член Национальной академии наук США (1945), иностранный член Французской академии наук (1981).

## Биография
В 1929 году окончил Йельский университет. Обучался в Гарвардском университете. Ученик Дж. Биркхофа.
Основной вклад Уитни внёс в области алгебраической и особенно дифференциальной топологии. Одним из главных результатов Уитни является знаменитая теорема о вложении общего гладкого многообразия со счётной базой в евклидово пространство не более чем вдвое большей размерности. Также важны его работы о характеристических классах и векторных расслоениях. Уитни был одним из основателей теории особенностей, предвосхитивших теорию катастроф Р. Тома. Внёс вклад в дискретную математику (теорию графов).

## Семья
Дед Хасслера Уитни — Уильям Дуайт Уитни (англ. William Dwight Whitney; 1827—1894), американский лингвист, филолог, лексикограф, редактор «Словаря века» (англ. Century Dictionary), иностранный член-корреспондент Петербургской академии наук (1875).